# Batrachylodes wolfi
Batrachylodes wolfi là một loài ếch trong họ Ranidae.
Nó được tìm thấy ở Papua New Guinea và quần đảo Solomon.
Môi trường sống tự nhiên của chúng là các khu rừng ẩm ướt đất thấp nhiệt đới hoặc cận nhiệt đới. Loài này đang bị đe dọa do mất môi trường sống.